# Czernica (góra)
Czernica (niem. Schwarzenberg, inne nazwy: Czarna Góra, Dzialec) – szczyt w Sudetach Wschodnich, w północnej części Gór Bialskich, na terytorium Polski, w powiecie kłodzkim; wys. 1083 m n.p.m. Według regionalizacji fizycznogeograficznej Polski J. Kondrackiego znajduje się w Górach Złotych (332.61).

## Położenie, geologia i przyroda
Stanowi najwyższe wzniesienie północnej części Gór Bialskich, na północ od Przełęczy Suchej i dobry punkt widokowy na Góry Bialskie, Góry Złote i Masyw Śnieżnika; jest jedną z dominant krajobrazowych w tej części Sudetów. Na zachodzie przechodzi w Jawornik Kobyliczny (995 m n.p.m.), w kierunku wschodnim odchodzi ramię Płoski (1035 m n.p.m.).
Czernica zbudowana jest z łupków metamorficznych i gnejsów. Porośnięta jest lasem świerkowym regla dolnego, w części wierzchołkowej zniszczonego w wyniku klęski ekologicznej. Zbocza góry są w całości odwadniane przez dopływy Białej Lądeckiej. Na północno-wschodnim zakończeniu masywu jest wzniesienie Bialski Kamieniec, a południowo-wschodnie zbocze nazywa się Bukowy Stok.

## Turystyka
Na częściowo bezleśnym wierzchołku krzyżują się znakowane piesze szlaki turystyczne:
- – czerwony szlak turystyczny z Przełęczy Suchej prowadzący na Przełęcz Gierałtowską przez Nowy Gierałtów,
- – żółty szlak turystyczny z Bielic do Stronia Śląskiego przez Przełęcz Dział.

Zbocza Czernicy trawersują leśne drogi:
- na północy Kobyliczny Dukt, którym częściowo prowadzi szlak żółty
- na południu Bialski Dukt
- na zachodzie Dukt Dzialcowy posiadający asfaltową nawierzchnię, którym prowadzą:
  -  – szlak turystyczny niebieski, międzynarodowy szlak turystyczny Atlantyk – Morze Czarne E3 z Nowej Morawy do Starego Gierałtowa
  -  – szlak turystyczny czerwony opisany powyżej
  -  – szlak rowerowy niebieski ze Schroniska PTTK „Na Śnieżniku” do Przełęczy Gierałtowskiej
  -  – czerwony szlak rowerowy z Przełęczy Dział do Bielic

## Wieża widokowa
W połowie 2014 roku na szczycie powstała drewniana wieża widokowa.

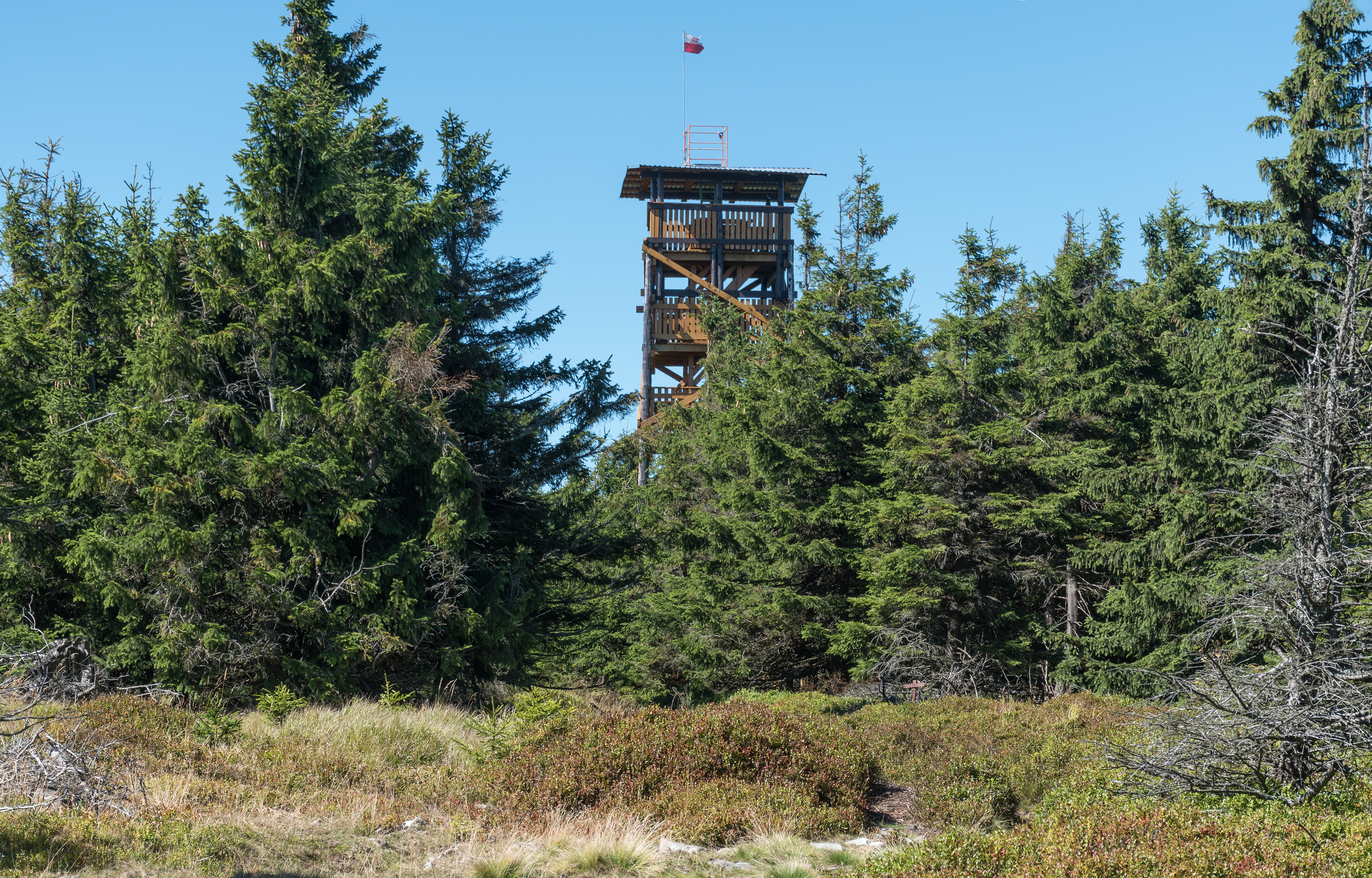
Wieża widokowa na Czernicy
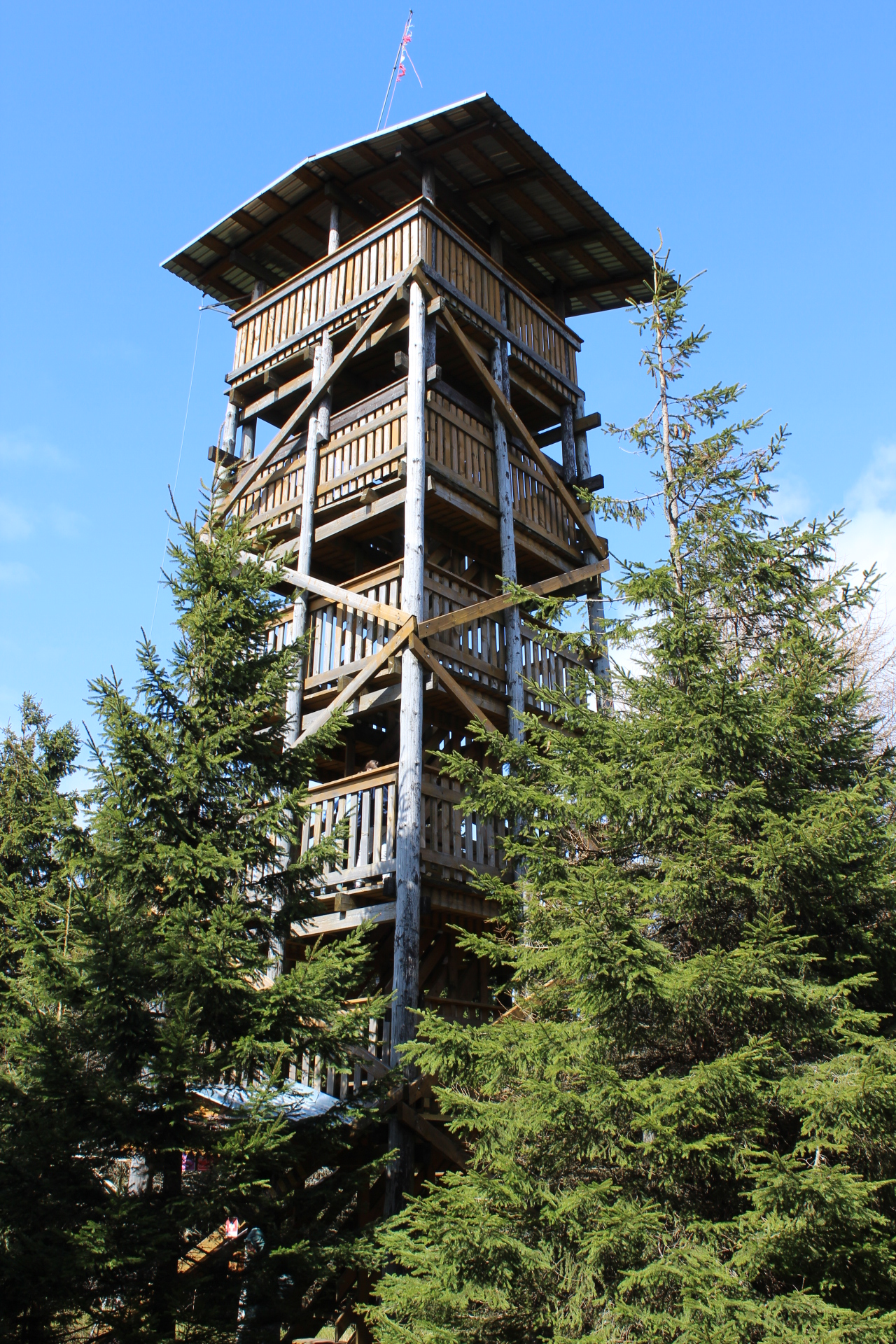
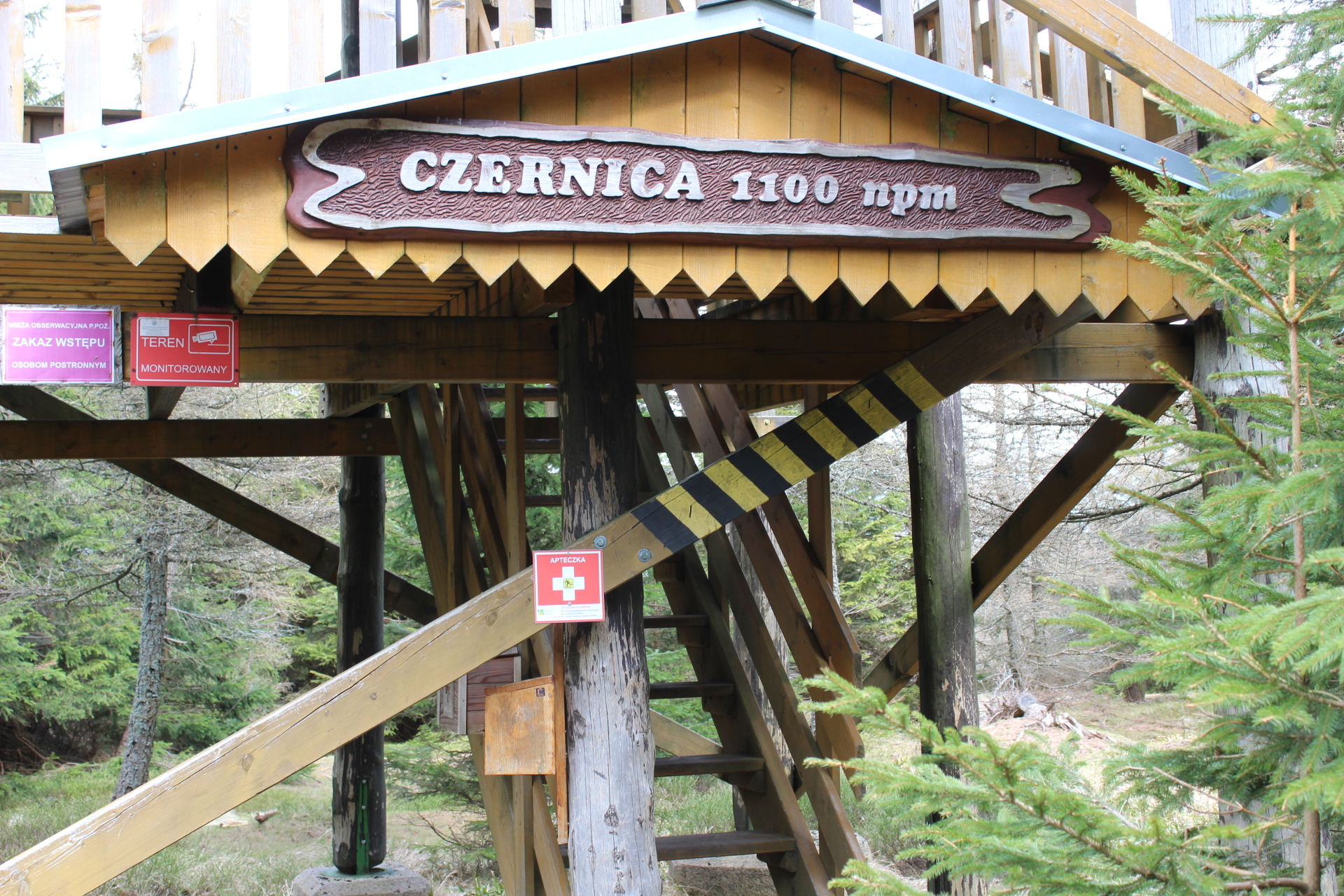
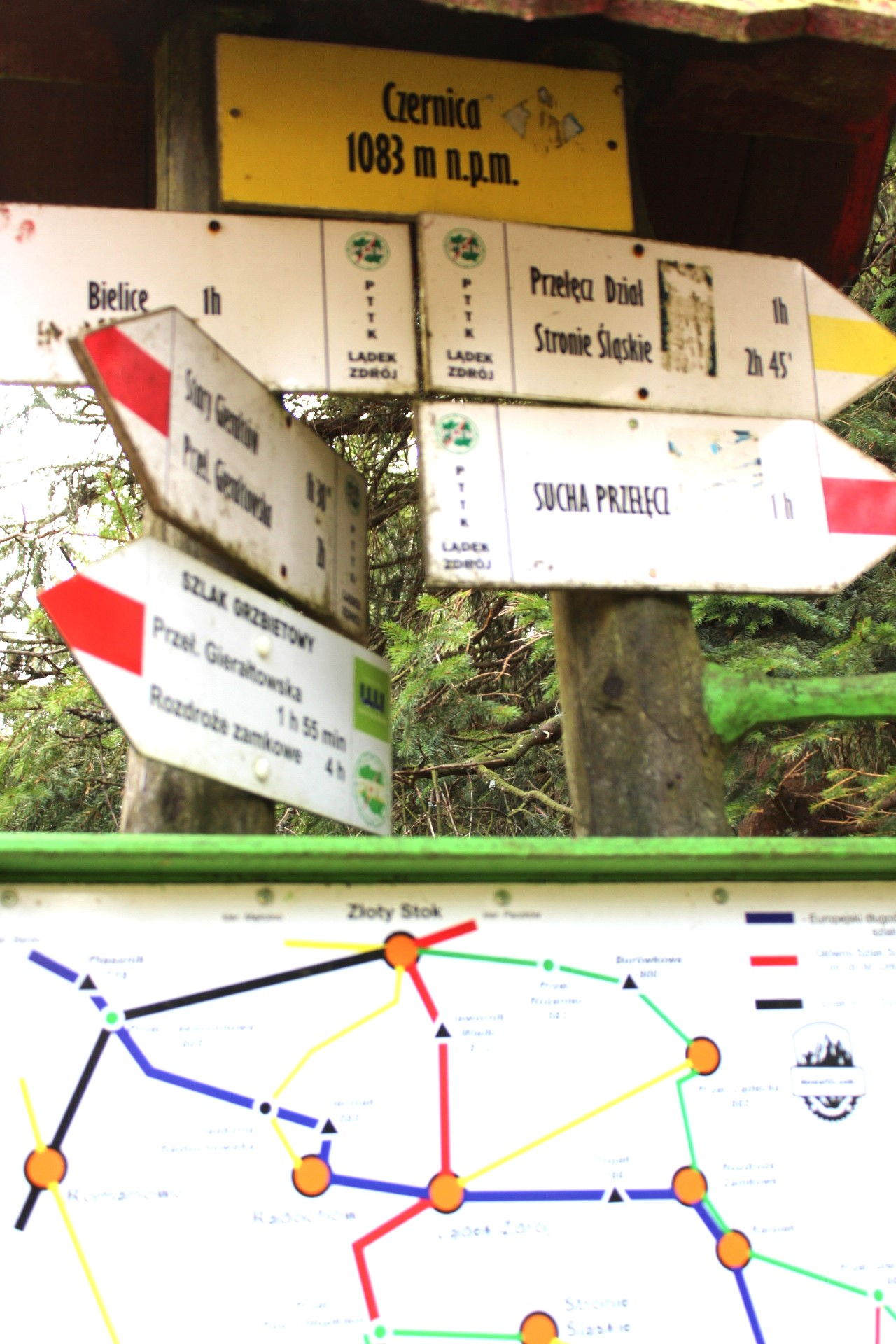